# Literatura ludowa
Literatura ludowa – literatura obejmująca między innymi utwory opisujące ludowe tradycje i obyczaje oraz chłopskie życie.  

## Charakterystyka
Utwory związane z literaturą ludową są zazwyczaj tworzone przez amatorskich pisarzy chłopskiego pochodzenia, często autorzy utworów tych są anonimowi. Najbardziej typowymi formami literatury ludowej są poezja ludowa oraz pamiętnikarstwo; popularne są także baśnie, legendy, ballady i pieśni. Do polskich twórców literatury ludowej należą między innymi Maciej Szarek, Ferdynand Kuraś, Stanisław Nędza-Kubiniec, Jan Słomka, Jakub Bojko, Józef Chociszewski, Jakub Kania, Antoni Abraham i Maksymilian Jasionowski. Wiele dzieł romantycznych było związanych z literaturą ludową, w tamtym czasie mocno rozpowszechnili ją Johann Gottfried Herder oraz Walter Scott. W Polsce największą popularnością literatura ludowa cieszyła się od lat 30. do lat 60. XX wieku, zaś wykrystalizowała się na przełomie XIX i XX wieku.